# Tägerig
Tägerig (schweizerdeutsch: ˈtæːɡəˌriɡ) ist eine Einwohnergemeinde im Schweizer Kanton Aargau. Sie gehört zum Bezirk Bremgarten und liegt im Reusstal.

## Geographie
Das Dorf liegt auf einer durch den Reussgletscher geformten Geländeterrasse am nordöstlichen Abhang des Wagenrains. Dieser lang gestreckte Höhenzug bildet die natürliche Grenze zum Bünztal. Die Reuss fliesst etwa einen halben Kilometer östlich des Dorfzentrums in Richtung Nordwesten, wobei der Fluss durch die Erosion eine rund 20 Meter tiefe Einkerbung in die ansonsten flache Talsohle gebildet hat. Die Hänge des Wagenrains sind im unteren Bereich steil und gehen im oberen Bereich in die ausgedehnte Rötler-Hochebene über. Auf dieser Ebene, rund eineinhalb Kilometer südlich von Tägerig, liegt auf einer Höhe von 485 m ü. M. der Weiler Büschikon.
Die Fläche des Gemeindegebiets beträgt 329 Hektaren, davon sind 135 Hektaren mit Wald bedeckt und 63 Hektaren überbaut. Der höchste Punkt befindet sich einen halben Kilometer westlich des Dorfes auf einer Höhe von 530 Metern, der tiefste auf 348 Metern bei einer kleinen Insel in der Reuss, die durch angeschwemmtes Geschiebe entstanden ist. Nachbargemeinden sind Mellingen im Norden, Stetten im Osten, Niederwil im Südosten, Hägglingen im Süden und Wohlenschwil im Nordwesten.

## Geschichte
Funde mehrerer Werkzeuge aus Silex lassen auf eine Besiedlung während der Jungsteinzeit schliessen. Die erste Erwähnung von Tegeranc erfolgte im Jahr 1189, als Papst Clemens III. mit einem Schirmbrief das Dorf unter den Schutz des Klosters Muri stellte. Der Ortsname stammt vom althochdeutschen Tegerwanc und bedeutet «grosser Abhang». Die erste Erwähnung des Weilers Büschikon erfolgte 1315, als Ulrich Meyer von Rohrdorf, ein Bürger der Stadt Mellingen, seinen Besitz dem Konvent in Gnadenthal verpfändete.

Luftansicht (1955)

Als Lehen der Habsburger war das Dorf im 14. Jahrhundert im Besitz der Herren von Rüssegg. Um 1350 gelangte Zwing und Bann an die Herren von Wohlen, 1409 an die Segesser von Brunegg und 1543 an die benachbarte Stadt Mellingen. Mit der Eroberung des Aargaus im Jahr 1415 wechselten Landesherrschaft und Blutgerichtsbarkeit an die Eidgenossen, woraufhin Tägerig zum Amt Niederwil in den Freien Ämtern gehörte, einer gemeinen Herrschaft. 1627 raffte eine Pestepidemie einen grossen Teil der Bevölkerung dahin. Im Bauernkrieg von 1653 und in den beiden Villmergerkriegen von 1656 und 1712 wurde das Dorf jeweils geplündert.
Im März 1798 nahmen die Franzosen die Schweiz ein und riefen die Helvetische Republik aus. Tägerig wurde eine Gemeinde im kurzlebigen Kanton Baden, seit 1803 gehört sie zum Kanton Aargau. Am 17. März 1838 vernichtete ein Brand fast das gesamte Dorf, nur wenige Häuser blieben erhalten. Neben der Landwirtschaft spielte seit dem 17. Jahrhundert auch die Herstellung von Stärke zur Textilbearbeitung eine grosse Rolle. Als dieser Erwerbszweig nach 1850 an Bedeutung verlor, verarmten viele Dorfbewohner und mussten auswandern, manche nach Nordamerika. Die Heimarbeit für die Strohgeflechtindustrie konnte den Bevölkerungsrückgang von rund 40 Prozent ebenfalls nicht aufhalten. 1920 wurde die Elektrizität eingeführt, vier Jahre später auch die Wasserversorgung. Als eine der ersten Gemeinden des Kantons führte Tägerig ab 1955 die Abwässer einer Kläranlage zu. In den 1960er Jahren begann die Einwohnerzahl aufgrund der regen Bautätigkeit und guten Erreichbarkeit stark anzusteigen; innerhalb von fünf Jahrzehnten verdoppelte sich diese beinahe.

## Sehenswürdigkeiten

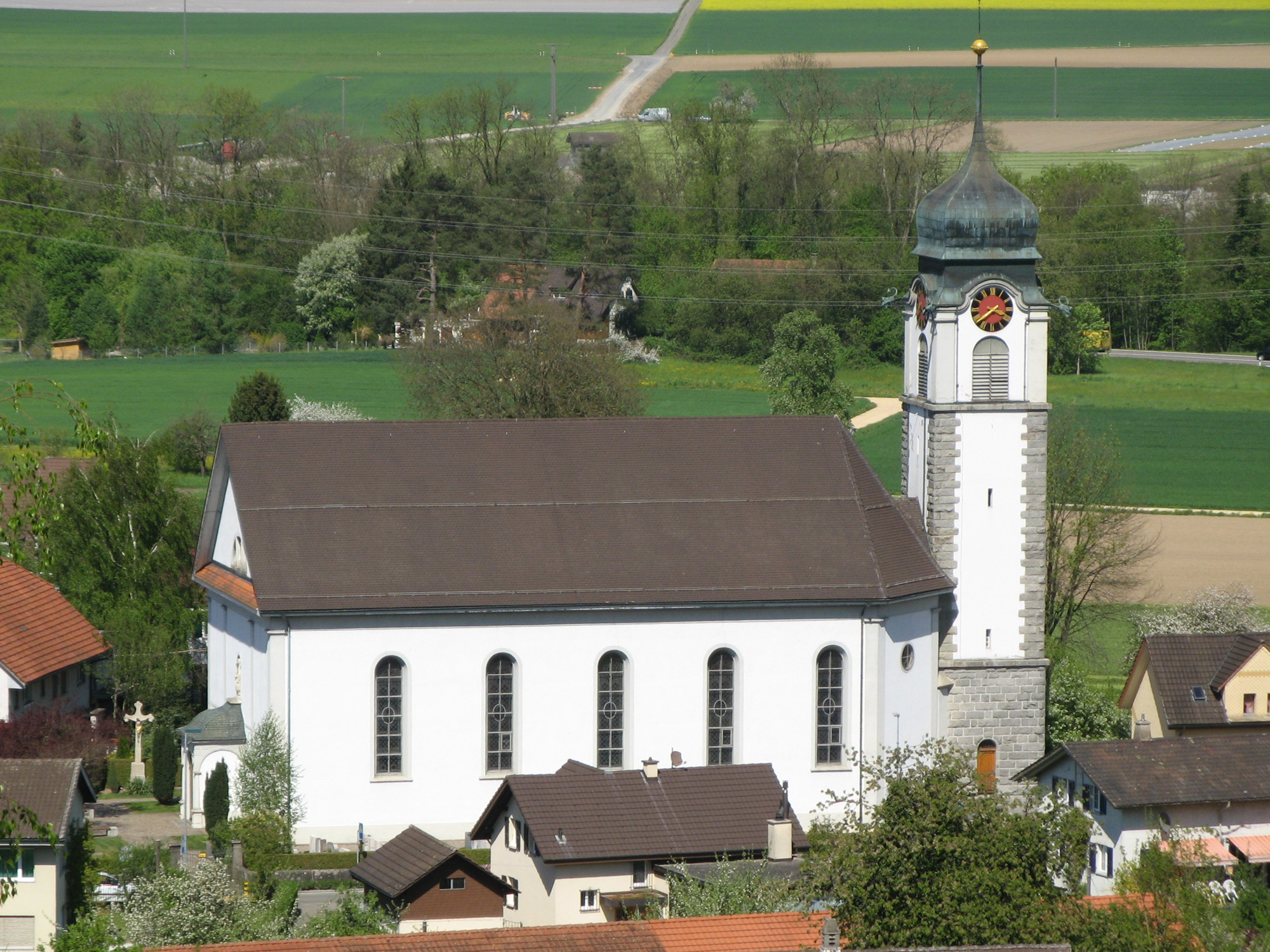
Römisch-katholische Kirche

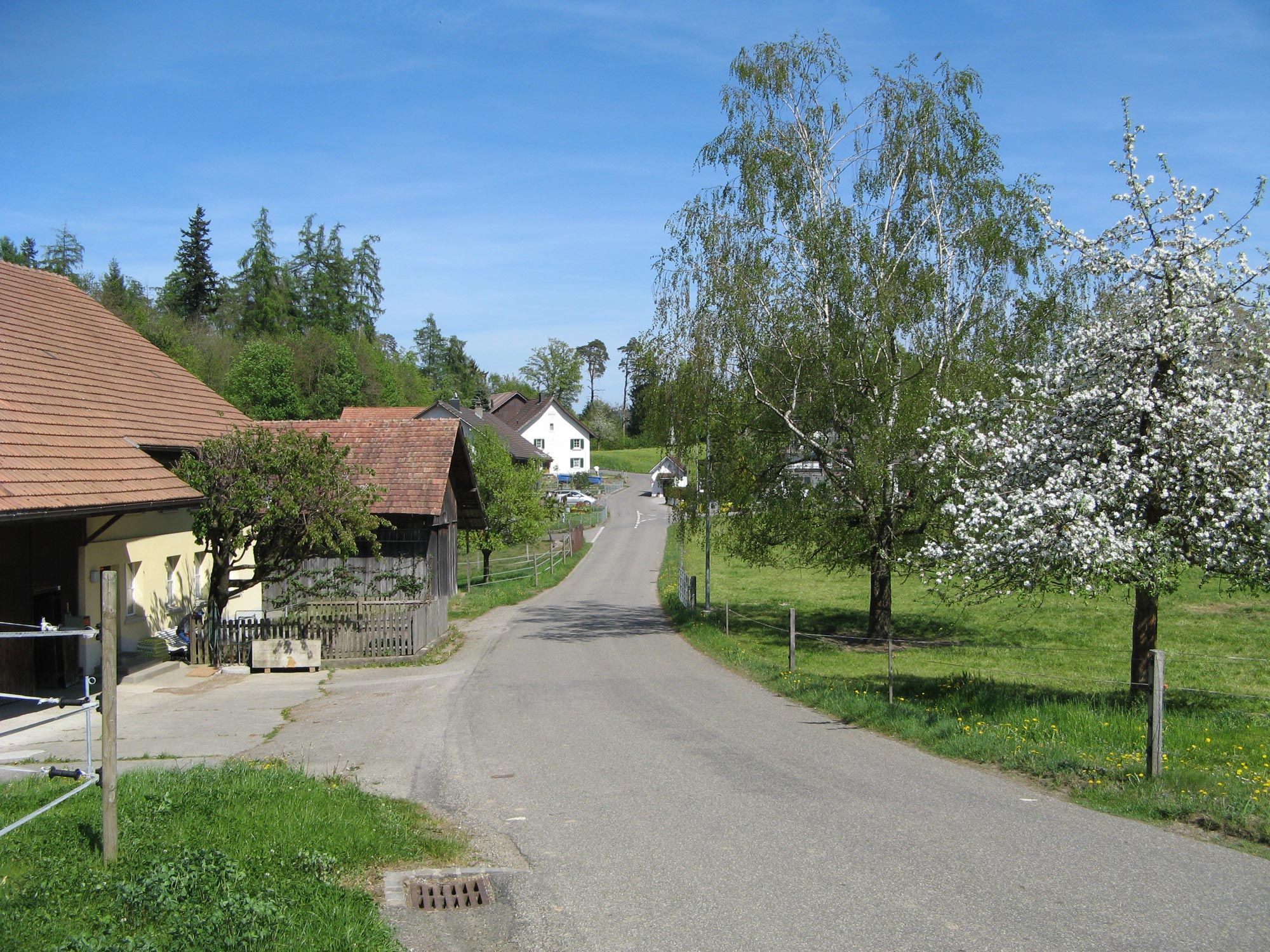
Der Weiler Büschikon

Die im Jahr 1665 erbaute Kapelle erlitt beim Dorfbrand von 1838 grosse Schäden. Zwei Jahre später beschloss die Kirchgemeinde Niederwil, zu der Tägerig bis 1864 gehörte, einen Neubau. Es entstand ein spätklassizistisches Kirchengebäude, das im Juni 1846 eingeweiht wurde. Sehenswert sind insbesondere die Decken- und Wandfresken aus der lauretanischen Litanei im Innern. Westlich der Kirche stehen das Pfarrhaus und das ehemalige Schul- und Gemeindehaus, beide 1865 erbaut. Das Dorfbild prägen Biedermeier-Gebäude aus der Mitte des 19. Jahrhunderts. Im Weiler Büschikon befindet sich eine kleine Kapelle aus dem frühen 17. Jahrhundert.

## Wappen
Die Blasonierung des Gemeindewappens lautet: «In Blau zwei gekreuzte weisse Schlüssel, überhöht von fünfstrahligem gelben Stern.» Das Wappen wurde 1915 eingeführt und soll vom Banner der benachbarten Kleinstadt Mellingen aus dem Jahr 1512 abgeleitet sein.

## Bevölkerung
Die Einwohnerzahlen entwickelten sich wie folgt:
| Jahr      | 1850 | 1900 | 1930 | 1950 | 1960 | 1970 | 1980 | 1990 | 2000 | 2010 | 2020 |
| Einwohner | 990  | 606  | 755  | 726  | 775  | 815  | 859  | 1061 | 1193 | 1363 | 1470 |

Am 31. Dezember 2023 lebten 1544 Menschen in Tägerig, der Ausländeranteil betrug 19,5 %. Bei der Volkszählung 2015 bezeichneten sich 46,1 % als römisch-katholisch und 23,9 % als reformiert; 30,0 % waren konfessionslos oder gehörten anderen Glaubensrichtungen an. 92,6 % gaben bei der Volkszählung 2000 Deutsch als ihre Hauptsprache an, 2,3 % Albanisch und 1,0 % Serbokroatisch.

## Politik und Recht
Die Versammlung der Stimmberechtigten, die Gemeindeversammlung, übt die Legislativgewalt aus. Ausführende Behörde ist der fünfköpfige Gemeinderat. Er wird im Majorzverfahren vom Volk gewählt, seine Amtsdauer beträgt vier Jahre. Der Gemeinderat führt und repräsentiert die Gemeinde. Dazu vollzieht er die Beschlüsse der Gemeindeversammlung und die Aufgaben, die ihm vom Kanton zugeteilt wurden. Für Rechtsstreitigkeiten ist in erster Instanz das Bezirksgericht Bremgarten zuständig. Tägerig gehört zum Friedensrichterkreis VI (Wohlen).

## Wirtschaft
In Tägerig gibt es gemäss der im Jahr 2015 erhobenen Statistik der Unternehmensstruktur (STATENT) rund 200 Arbeitsplätze, davon 7 % in der Landwirtschaft, 13 % in der Industrie und 80 % im Dienstleistungssektor. Die meisten Erwerbstätigen sind Wegpendler und arbeiten in Baden oder in der Agglomeration Zürich.

## Verkehr

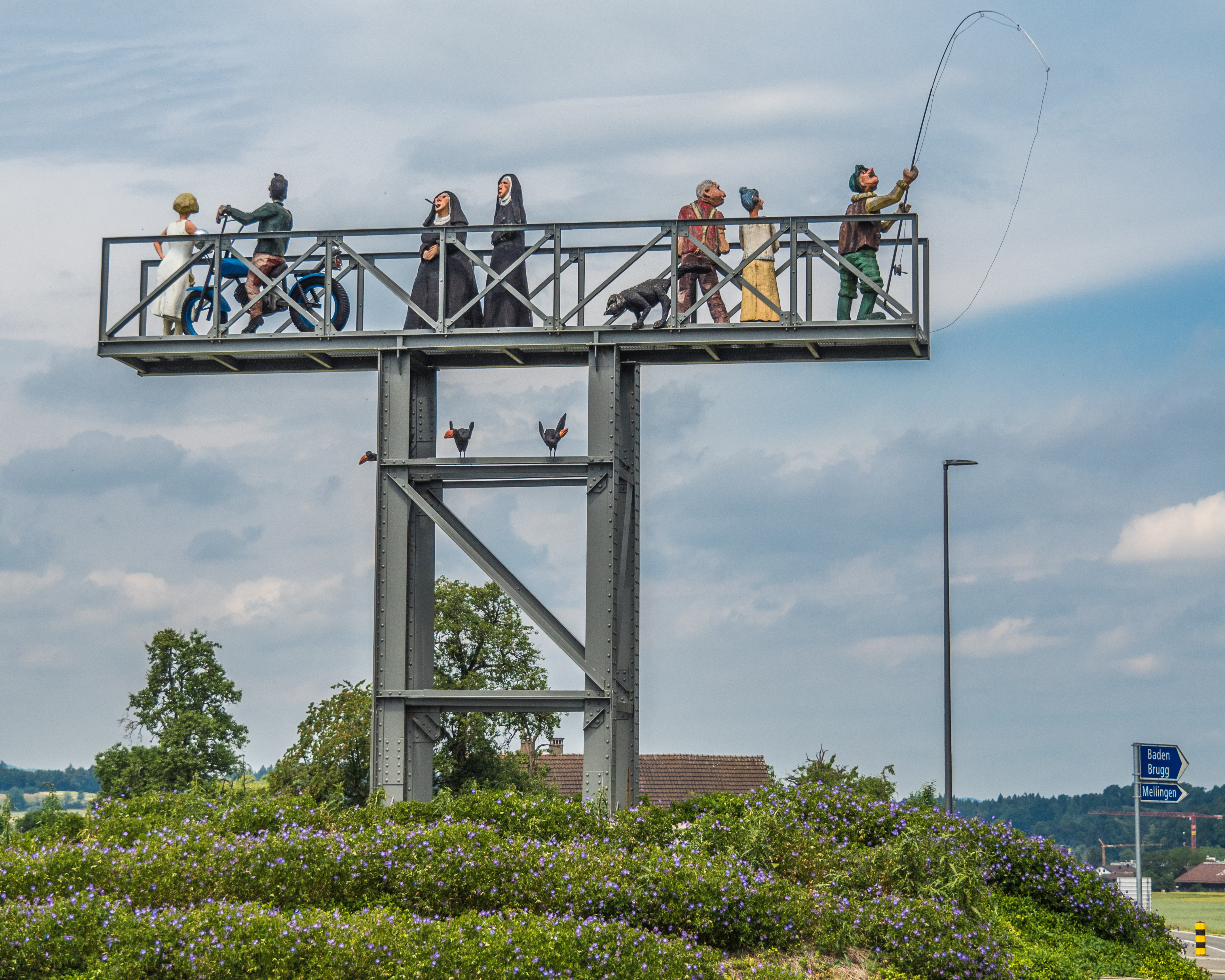
Brücken-Kreiselskulptur
(eingeweiht 2017)

Tägerig liegt unweit der Kantonsstrasse 296 von Mellingen nach Bremgarten. Sie führt einen halben Kilometer östlich vorbei, sodass das Dorfzentrum nicht vom Durchgangsverkehr betroffen ist. Ortsverbindungsstrassen führen nach Wohlenschwil sowie über Büschikon nach Hägglingen. Den Anschluss an den öffentlichen Verkehr stellt eine Postautolinie von Baden über Mellingen nach Bremgarten her, auf annähernd derselben Strecke verkehrt an Wochenenden ein Nachtbus.
Das Kunstwerk am neuen Kreisel an der Strassenverzweigung Reusstal-/Mellingerstrasse, gebaut aus Brückenteilen des alten Reussübergangs in Gnadenthal, ist nun ein  Markenzeichen von Tägerig.

## Bildung
Tägerig besitzt einen Kindergarten und ein Schulhaus, in dem die Primarschule unterrichtet wird. Sämtliche Oberstufen (Realschule, Sekundarschule und Bezirksschule) können in Mellingen besucht werden. Die nächstgelegenen Gymnasien sind die Kantonsschule Wohlen, die Kantonsschule Baden und die Kantonsschule Wettingen.

## Persönlichkeiten
- Jennifer Ann Gerber (* 1981), Miss Schweiz
- Paul Meierhans (1895–1976), Journalist und Politiker